# 西利亞 (堪薩斯州)
西利亞（英語：Celia）是位於美國堪薩斯州羅林斯縣的一個鬼鎮。

## 歷史
西利亞的郵政局於1880年設立，其後於1888年遷至麥當勞。

## 地理
西利亞所處的海拔為高於海平面1011米（即3317英呎），而該地所採用的時區為UTC-6，即北美中部時區（CST）。同時該地設有夏令時間，為UTC-6調快一小時，即UTC-5（CDT）。